# Belyj
Belyj (in russo Бе́лый?) città della Russia europea centrale; è compresa amministrativamente nel rajon Bel'skij, del quale è il capoluogo.
Sorge nella parte sudoccidentale della oblast', nella regione delle alture di Belyj, sulle sponde del fiume Obša (bacino della Dvina occidentale), 294 chilometri a sudovest del capoluogo Tver'.
Attestata fin dal XIII secolo come insediamento sottoposto al principato di Smolensk, passò successivamente sotto il dominio lituano e, nel 1503, sotto il dominio moscovita. Nella prima metà del XVII secolo entrò nell'orbita della Confederazione Polacco-Lituana, tornando definitivamente a far parte, nel 1654, dello stato russo (governatorato di Smolensk). Nella seconda metà del XIX secolo Belyj divenne un rilevante centro per la fluitazione del legname, vista la sua posizione lungo i fiumi Obša, Meža e Dvina occidentale.